# 商幫
商幫是以鄉土親緣為紐帶，擁有會館辦事機構和標誌性建築的商業集團。可以規避內部惡性競爭，增強外部競爭力。

## 歷史
明清時期初步形成的傳統市場體系網絡，恰好有賴於作為市場主體的各個地方，明清時代中國的社會經濟出現了一種十分引人注目的目的現象，就是地方商幫和大商人資本的興起。 商幫來連接和組成的。 而從中國現代史的角度來看，經濟史學家吳承明先生認為，大商人資本的興起是中國16、17世紀現代化的因素之一。
他們是全中國商界舉足輕重的商人集團，積聚壓縮的商人資本。 所謂“富室之稱雄者，江南則推新安，江北則推山右”（謝肇浙《五雜俎》），指的就是徽州和山西商人。 尤其是晉商，以其資金投入，活動範圍廣泛 ，居各幫之首。

## 十大商幫
十大商帮为明清时代中国的十个大商帮。这十个大商帮是：晋商、徽商、陕商、福建闽商、广东粤商、江右（江西）赣商、洞庭（今苏州市西南太湖中洞庭东山和西山）苏商、宁波浙商、龙游浙商、山东鲁商等。